# Osella FA1F
La Osella FA1F è una vettura da Formula 1 realizzata della Osella Corse per il stagione 1984 ed utilizzata saltuariamente anche negli anni successivi.

## Tecnica
Nel 1984, l'Osella ottenne dall'Alfa Romeo la fornitura del motore turbo V8. Ottenne inoltre, non disponendo di esperienza con i telai in fibra di carbonio, di poter utilizzare anche una monoscocca dell'Alfa Romeo 182 come base di partenza.
La prima vettura addirittura venne realizzata fisicamente con telaio dismesso dall'Alfa Romeo.
Differenti erano l'aerodinamica, le sospensioni anteriori e posteriori "Push Rod" ed il cambio Hewland.
I successivi 3 telai vennero invece costruiti per Osella dalla CMA, ma sempre basandosi sul telaio di origine Alfa Romeo, con alcune migliorie per ridurre il peso, ad esempio le centine anteriori in carbonio anziché in acciaio, il roll bar e gli attacchi motore in Titanio 
Presentava l'originale soluzione del serbatoio olio in una nicchia dentro il vano destinato al serbatoio benzina, davanti al motore.

## Carriera agonistica

### 1984

Jo Gartner su Osella FA1F-Alfa Romeo al GP d'Italia 1984 a Monza

Era previsto un programma di gare completo per Piercarlo Ghinzani, mentre Jo Gartner avrebbe disputato solo il Gran Premio di San Marino e le 7 gare europee finali.
La vettura esordì in Brasile dove Ghinzani si qualificò agevolmente al 22º posto, salvo ritirarsi per un problema al cambio. 
In Sudafrica, la vettura fu distrutta durante le prove del warm up in uno spettacolare incidente.
Durante l'anno si qualificò abbastanza regolarmente, tranne a Imola (dove Ghinzani venne superato proprio dal compagno per l'occasione sulla vettura "aspirata" dell'anno prima).
I migliori risultati furono due quinti posti con Ghinzani a Dallas e con Gartner a Monza. 
Una versione con passo allungato di 35 mm e differente aerodinamica fu provata durante l'anno ma poi abbandonata.

### 1985
In attesa della nuova vettura, la FA1F fu utilizzata ancora per le prime due gare nella versione a passo lungo ed aerodinamica modificata, poi riportata all'aerodinamica originale come vettura di riserva.

### 1986
Causa forti problemi economici ed un incidente al GP di Inghilterra, dove vennero danneggiate irreparabilmente due vetture dei modelli successivi la vettura fu rispolverata per il 1986 per essere utilizzata in quasi tutte le gare prima da Christian Danner, poi da Allen Berg e Alex Caffi, le seconde guide del team. 
Una vettura fu ripescata per permettere a Gabriele Tarquini di prendere il via al suo primo Gran Premio, nella gara di Imola 1987.

## Esemplari costruiti
- 01: vettura ancora con telaio origine Alfa Romeo, usata da Ghinzani in Brasile, distrutta nella mattinata del Gran Premio del Sudafrica
- 02: La più longeva, utilizzata come vettura di Ghinzani nel 1984 e 1985 (prime due gare). Nel 1986 utilizzata da Danner, Berg e Caffi. Terminò la carriera nel 1987 ad Imola con Tarquini.
- 03 e 04: utilizzate nel 1984.

## Risultati sportivi
| Anno | Team                 | Motore          | Gomme | Piloti             |     |    |     |    |    |   |     |     |   |     |     |     |     |   |     |     | Punti | Pos. |
| ---- | -------------------- | --------------- | ----- | ------------------ | --- | -- | --- | -- | -- | - | --- | --- | - | --- | --- | --- | --- | - | --- | --- | ----- | ---- |
| 1984 | Osella Squadra Corse | Alfa Romeo 890T | P     | Piercarlo Ghinzani | Rit | NP | Rit | NQ | 12 | 7 | Rit | Rit | 5 | 9   | Rit | Rit | Rit | 7 | Rit | Rit | 2     | 11°  |
| 1984 | Osella Squadra Corse | Alfa Romeo 890T | P     | Jo Gartner         |     |    |     |    |    |   |     |     |   | Rit | Rit | Rit | 12  | 5 | Rit | 16  | 2     | 11°  |

| Anno | Team                 | Motore          | Gomme | Piloti             |     |     |  |  |  |  |  |  |  |  |  |  |  |  |  |  | Punti | Pos. |
| ---- | -------------------- | --------------- | ----- | ------------------ | --- | --- |  |  |  |  |  |  |  |  |  |  |  |  |  |  | ----- | ---- |
| 1985 | Osella Squadra Corse | Alfa Romeo 890T | P     | Piercarlo Ghinzani | Rit | Rit |  |  |  |  |  |  |  |  |  |  |  |  |  |  | 0     | -    |

| Anno | Team                 | Motore          | Gomme | Piloti           |     |     |     |    |     |     |     |  |  |    |     |     |    |    |    |    | Punti | Pos. |
| ---- | -------------------- | --------------- | ----- | ---------------- | --- | --- | --- | -- | --- | --- | --- |  |  | -- | --- | --- | -- | -- | -- | -- | ----- | ---- |
| 1986 | Osella Squadra Corse | Alfa Romeo 890T | P     | Christian Danner | Rit | Rit | Rit | NQ | Rit | Rit |     |  |  |    |     |     |    |    |    |    | 0     | -    |
| 1986 | Osella Squadra Corse | Alfa Romeo 890T | P     | Allen Berg       |     |     |     |    |     |     | Rit |  |  | 12 | Rit | Rit |    | 13 | 16 | NC | 0     | -    |
| 1986 | Osella Squadra Corse | Alfa Romeo 890T | P     | Alex Caffi       |     |     |     |    |     |     |     |  |  |    |     |     | NC |    |    |    | 0     | -    |